# Коломенський район
Коломенський муніципальний район - муніципальне утворення на південному сході Московської області Росії з адміністративним центром у місті Коломиї (до складу району не входить).

## Географія
Район знаходиться на південному сході Московської області на відстані близько вісімдесяти кілометрів як від Москви, так і від Рязані.
Район межує з Воскресенським, Єгор'євським, Лохвицьким, Озерським і Ступинським районами Московської області.
Територією Коломенського району протікає кілька великих і малих річок, що відносяться до басейну річки Оки. Серед найбільших - річки Москва, Ока, Коломенка і Северка.

## Економіка
У Коломенському районі працюють підприємства різних галузей економіки - промисловість, сільське господарство, будівництво та інші.